# Apatania sachalinensis
Apatania sachalinensis là một loài Trichoptera trong họ Apataniidae. Chúng phân bố ở miền Cổ bắc.